# Puch (Gemeinde Weißenstein)
Puch ist ein Dorf, eine Ortschaft und eine Katastralgemeinde in der Gemeinde Weißenstein mit 625 Einwohnern (Stand 1. Jänner 2024) im Bezirk Villach-Land in Kärnten, Österreich.

## Geographische Lage
Puch liegt an der Drau.

## Infrastruktur

### Verkehr
Die Haltestelle Puch wird von der S-Bahn-Linie S1 bedient. Die Haltestellen Puch Bahnübersetzung, ~Gh Staber, ~Raika von der Linie 5173 angefahren.

### Organisationen
Im Dorf gibt es eine Evangelische Kirche.
Die Feuerwehr Puch hat hier ihren Standort

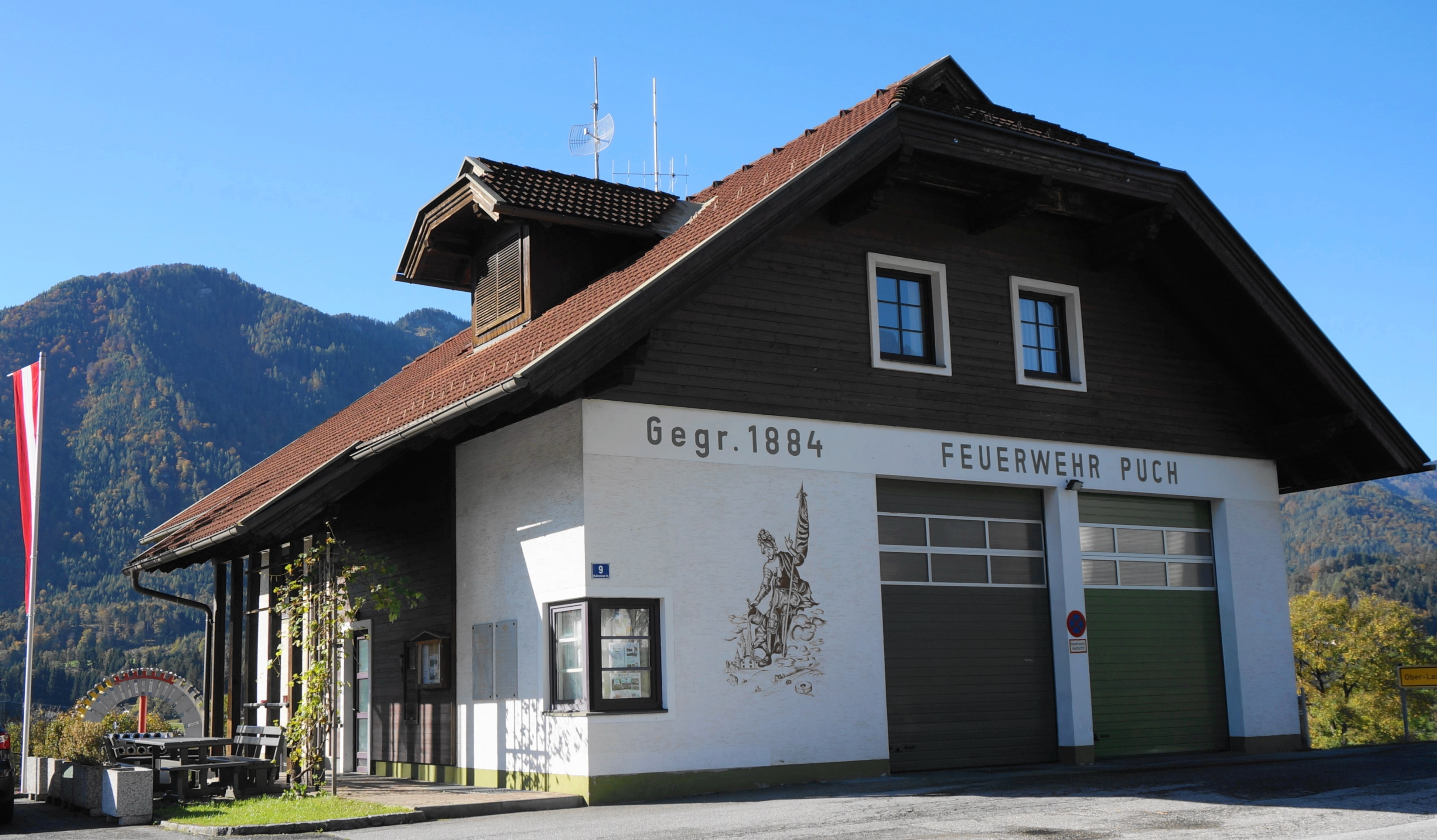
Feuerwehr Puch
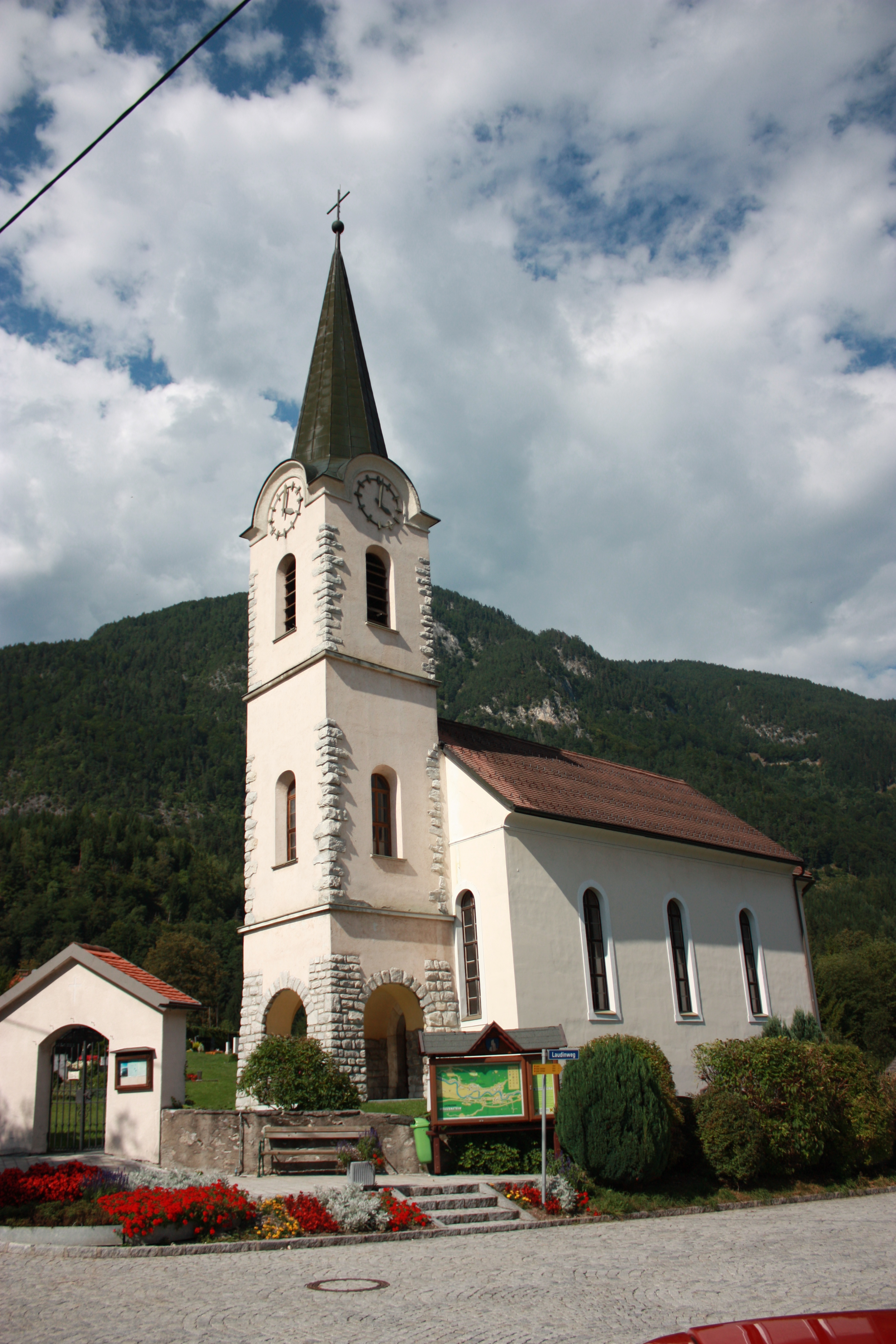
ev. Kirche Puch Weissenstein

## Söhne und Töchter des Ortes
- Peter Madruter (1801–1858), österreichischer Realitätenbesitzer und Politiker